# Bors Serfőzde
A Bors Serfőzde egy a mikro-technológián alapuló kézműves sörfőzde. A főzdét 1992-ben alapította a Bors család, Adrienn, id. István, ifj. István, Róbert és László.

## Története
1991-ben Id. Bors István találkozott utazásai során először a magánsörfőzde fogalommal, ami a rendszerváltozás utáni időszakban kezdett elterjedni Magyarországon. Családi összefogás segítségével 1992-ben jött létre a Bors Serfőzde, ami az Osterbräu technológiát felhasználva, láger (alsó erjesztésű) sörök gyártásával foglalkozott csaknem két évtizeden keresztül. Ebben az időszakban két láger típusú sör főzése zajlott, egy bajor stílusú világosé és egy fekete szezonálisé. 2009-ben László vette át a főzde berendezéseit és Győrzámolyon építve egy új korszerű főzdeépületet kezdte meg a sörfőzést új szempontok alapján. Az országban elsőként a felsőerjesztés technológiáját használta fel, és 2010-ben ale típusú kísérleti söröket állított elő. 2011-ben a Tuck Barát (belga apátsági dubbel) barna sörével jelentős fesztiváli sikereket ért el.[forrás?]
2012-ben a Bors Serfőzde az „Év Sörfőzdéje” címet nyerte el.
A főzde korábbi 250 literes főzőházat 650 literesre cserélte, a napi kapacitást 250 liter/nap kapacitásról, 750 liter/nap kapacitásra bővítette. Része a főzdének egy 1200 üveg/óra sebességű palackozó sor is.[forrás?]

## Termékei
A Bors sörfőzde termékei általában sorozat jelleggel készülnek, de megtalálhatóak a szezonális és karácsonyi sörök is. A főzde két fő terméksorozata a Robin Hood és a hét fő bűn („Seven Sins”) témakörrel kapcsolatos. A sörfőzde sörei számos érmet hoztak el nemzetközi megmérettetésekről:
- Sherwood – gyémánt diploma
- Tuck Barát  - arany diploma
- Little John – arany diploma
- Seven Sins Greed – ezüst diploma
- Mortianna – ezüst diploma
- Maid Mariann – ezüst diploma

Ezeken díjakon kívül számos bronzérem van a tulajdonában. A főzde gyakran segíti a kezdő sörfőzőket, ezért kedvelt vándorfőző állomás is. Az így főzött gerilla sörök száma eléri a 30-at. A Bors Serfőzde 2014-től a Szent Mauríciusz Monostor hivatalos „monostori sör” főzője, így az apátsági receptúrán alapuló söreik számos bencés boltban fellelhetőek (Mauritius, Vitalis, Innocens, Exuperius).
A Bors Serfőzde folyamatos termékei:
- Sherwood – 6% Stout
- Tuck Barát – 6,5% barna belga apátsági dubbel
- Little John – 6% pale ALE
- Mortianna – 6% IPA
- Maid Marian – 6% belga búzasör
- Will Scarlet – 6% belga saison
- Seven Sins – Greed – 5% hoplager
- Seven Sins – Sloth – 5% juice IPA
- Seven Sins – Gluttony – 5% New England IPA
- Seven Sins – Wrath – 5% black IPA (IBA)
- Seven Sins – Lust – 5% red IPA (IRA)
- Seven Sins – Pride – 5% european IPA
- Sour Cherry – meggysör

A Bors Serfőzde szezonális termékei:
- Black Hole – stout
- Local Lager - Láger
- Local IPA - IPA
- Bomber ALE - ALE
- Arch Stanton - IPA
- Közel Pilsner - Cseh Pils
- Sour Cherry – ágyazott meggysör